# 레인보우 미
"레인보우 미"(Rainbow Me)는 한국에서 제작된 김세랑 감독의 2003년 영화이다. 황선화 등이 주연으로 출연하였고 김경미 등이 제작에 참여하였다.

## 출연
- 황선화

## 기타
- 조명: 김명훈
- 조감독: 김희재
- 녹음: 최은진
- 미술: 박찬영